# チェリニャーレ
チェリニャーレ（伊: Cerignale）は、イタリア共和国エミリア＝ロマーニャ州ピアチェンツァ県にある、人口約100人の基礎自治体（コムーネ）。

## 地理

### 位置・広がり

#### 隣接コムーネ
隣接するコムーネは以下の通り。括弧内のPVはパヴィーア県所属を示す。
- ブラッロ・ディ・プレゴーラ (PV)
- コルテ・ブルニャテッラ
- フェッリエーレ
- オットーネ
- ツェルバ

### 気候分類・地震分類
チェリニャーレにおけるイタリアの気候分類 (it) および度日は、zona F, 3385 GGである。
また、イタリアの地震リスク階級 (it) では、zona 3 (sismicità bassa) に分類される。

## 行政

### 分離集落
チェリニャーレには、以下の分離集落（フラツィオーネ）がある。
- Bastardina, Cà d'Abrà, Carisasca, Cariseto, Casale, Castello, La Serra, Lisore, Madonna, Oneto, Ponte Organasco, Rovereto, Selva, Zermogliana